# 滇薯
滇薯（学名：[Dioscorea decipiens var. glabrescens] 错误：{{Lang}}：文本有斜体标记（帮助））为薯蓣科薯蓣属下的一个变种。

## 扩展阅读
- 維基物種上的相關：滇薯